# Cmentarz przy ul. Francuskiej w Katowicach
Cmentarz katolicki przy ul. Francuskiej w Katowicach – nekropolia założona w 1870 w związku z budową kościoła pod wezwaniem Najświętszej Marii Panny. Jest to jedna z najstarszych i najbardziej wartościowych pod względem historycznym nekropolii w Katowicach. Graniczy z cmentarzem ewangelickim położonym przy tej samej ulicy.

## Historia
Cmentarz powstał w 1870 obok założonego w 1856 przy ul. K. Damrota pierwszego cmentarza ewangelickiego. Jego teren ogrodzono, a od strony dzisiejszej ul. Francuskiej wzniesiono neogotycki budynek kostnicy i mieszkania grabarza.
W 1924 wzniesiona została centralnie usytuowana Kaplica św. Józefa, której fundatorem był ks. kanonik Józef Cieśla. Jego grób znajduje się w przyziemiu. Przy ogrodzeniu, w sąsiedztwie cmentarza ewangelickiego znajduje się rzeźba Piety.
W dwudziestoleciu międzywojennym stał się on najbardziej reprezentacyjnym cmentarzem Katowic. Za pochówek wokół kaplicy w 1936 trzeba było zapłacić 1000 zł.

## Pochowani
- Spirydion Albański, piłkarz, olimpijczyk[7]
- Michał Banasik, kompozytor, pianista, organista-wirtuoz
- Jan Baranowicz, poeta, prozaik[8]
- Ryszard Barnert, reżyser telewizyjny, dziennikarz[9]
- Aleksander Baumgardten, polski poeta i prozaik[7]
- Jan Brzoza, pisarz
- Adam Didur[2][7], założyciel Opery Śląskiej
- Tadeusz Dobrowolski, chemik
- Jerzy Garda, śpiewak operowy
- Józef Gawor, ksiądz, redaktor naczelny „Gościa Niedzielnego”
- Stanisław Glüksman, chemik
- Adam Graczyński, senator
- Halina Holas-Idziakowa, artystka fotograficzka
- Zdzisław Jaskóła, konstruktor, docent, przewodniczący Rady Miejskiej w Katowicach[10]
- Zbigniew Kalemba, kompozytor[11]
- Tadeusz Kalinowski, aktor
- Stefan Kaufman, inżynier, profesor, organizator i dziekan Politechniki Śląskiej
- Janusz Kidawa, reżyser
- Wojciech Korfanty[2], polski przywódca niepodległościowy Górnego Śląska
- Zofia Książek-Bregułowa, aktorka, poetka, łączniczka AK
- Marian Langer, profesor chemii
- Stefania Michnowska, aktorka[7]
- Mieczysława Mitera-Dobrowolska, językoznawca
- Jan Mitręga, górnik, minister górnictwa i energetyki, wicepremier
- Roman Motyka, działacz socjalistyczny
- Feliks Netz, pisarz, poeta, tłumacz literatury węgierskiej[12]
- Bronisław Nowyk, duchowny rzymskokatolicki, kapelan Wojska Polskiego
- Teodor Obremba, lekarz, działacz narodowy i samorządowy
- Jan Piechulek, polityk, przewodniczący Rady Miasta Katowic (1924-1933), dziennikarz, poseł na Sejm RP III kadencji (1930–1935)
- Florentyna Pojdowa, uczestnika powstań śląskich, przełożona sanitariuszek Czerwonego Krzyża, działaczka plebiscytowa[13]
- Teofil Franciszek Pojda, przedsiębiorca i działacz społeczny, powstaniec śląski[13]
- Ojcumiła Prabucka, działaczka społeczna i narodowa, przewodnicząca Narodowej Organizacji Kobiet w Katowicach
- ks. Michał Rękas, założyciel Apostolstwa Chorych[7]
- Antoni Rostek, prawnik, przewodniczący Polskiego Komisariatu Plebiscytowego na powiat raciborski, poseł na Sejm RP
- Józef Rostek, lekarz[2]
- Józef Rymer[2], jeden z przywódców III powstania śląskiego, poseł na Sejm Ustawodawczy RP, pierwszy wojewoda śląski
- Stanisław Schaetzel, specjalista prawa gospodarczego, działacz przemysłu naftowego, wykładowca
- Napoleon Siess, dyrygent, dyrektor Opery Śląskiej
- Kazimierz Skiba, ostatni polski sołtys wsi Katowice[2]
- Jan Smoleń, polski pedagog, śląski kurator oświaty
- Mieczysław Sośniak, prawnik[7]
- Zygmunt Sowiński (grób symboliczny zmarłego w Dachau), przemysłowiec, poseł na Sejm III, IV i V kadencji w II Rzeczypospolitej
- Maria Stokowska-Misiurkiewicz, aktorka
- Bolesław Surówka, dziennikarz „Polonii” oraz „Dziennika Zachodniego”[7]
- Sergiusz Toll[14], lepidopterolog i prawnik
- Jerzy Warczewski, profesor nauk fizycznych, były kierownik Zakładu Fizyki Kryształów w Instytucie Fizyki Uniwersytetu Śląskiego
- Konstanty Wolny, pierwszy marszałek Sejmu Śląskiego (szczątki sprowadzono w 2012 ze Lwowa[7])
- Jan Wysocki, polski rzeźbiarz, medalier
- Eugenia Wyszomirska-Kuźnicka, modelka Stanisława Ignacego Witkiewicza[2]
- Jerzy Ziętek[2], polski działacz państwowy, generał
- Ryszard Zaorski, aktor[7]
- Andrzej Żabiński, pierwszy sekretarz KW PZPR w Katowicach w latach 1980–1981[15]

Obok tego katolickiego cmentarza usytuowany jest cmentarz ewangelicki będący pozostałością po cmentarzu ewangelickim przy ul. ks. Konstantego Damrota, który w większej części zlikwidowano po roku 1945. Obydwa cmentarze wpisano do rejestru zabytków (nr rej.: A/1516/93 z 26 lutego 1993).